# Margaret S. Collins
Margaret James Strickland Collins, geborene Margaret James, (* 4. September 1922 in Institute, West Virginia; † 27. April 1996 auf Little Cayman, Cayman Islands) war eine US-amerikanische Entomologin und afroamerikanische Bürgerrechtlerin. Wegen ihres Forschungsschwerpunkts bekam sie den Beinamen „Termite Lady“.

## Biographie

### Ausbildung und berufliche Laufbahn
Margaret James war das vierte von fünf Kindern von Luella, geborene Bolling, und von James Rollins James. Beide Eltern hatten eine akademische Ausbildung, der Vater unterrichtete an der Berufsschule von Institute. Margaret, die schon als Kind gerne in den Wäldern Käfer sammelte, galt als „Wunderkind“ und durfte schon im Alter von sechs Jahren Bücher aus der Bibliothek der West Virginia State University ausleihen. Aufgrund ihrer Fähigkeiten durfte sie zwei Klassenstufen überspringen, machte mit 14 Jahren ihren Abschluss an der Laboratory High School des West Virginia State College, einem traditionell „schwarzen“ College, und begann im selben Jahr ihr Studium mit einem Stipendium.
Als Studentin hatte James zunächst Schwierigkeiten, einen Studienbetreuer zu finden; ob es daran lag, dass sie eine Frau war oder an ihrer Hautfarbe, ist nicht bekannt. 1943 machte sie ihren Bachelor-Abschluss in Biologie sowie in ihren Nebenfächern Physik und Deutsch. Anschließend ging sie an die University of Chicago, um zu promovieren. Ihr dortiger Mentor und Doktorvater war Alfred E. Emerson, ein anerkannter Termitenexperte. Emersons Renommee schützte seine Studentin vor Rassismus. Andererseits hielt Emerson selbst Frauen generell für Feldstudien ungeeignet – sie seien „lästig“ und „aufdringlich“ –, weshalb Collins in dieser Zeit nur im Labor tätig war. 1949 promovierte sie mit einer Arbeit zum Thema Differences in toleration of drying between species of termites (Reticulitermes), die als bahnbrechend gilt und oft zitiert wird. Damit war sie eine der ersten afroamerikanischen Frauen mit einem Abschluss in Zoologie.
In den folgenden 30 Jahren war Margaret S. Collins nacheinander Professorin an drei Universitäten, der Howard University in Washington, D.C., der Florida Agricultural and Mechanical University in Tallahassee und dem Federal City College in Washington. Nach ihrer Promotion war sie zunächst an der Howard University tätig, wohin sie ihrem ersten Mann gefolgt war. Sie verließ diese Universität zu Beginn der 1950er Jahre wieder, da dort Männer und Frauen nach ihrer Meinung unterschiedlich behandelt wurden. Sie wechselte nach Florida und kehrte erst 1964 an die Howard zurück. Während ihrer Zeit in Florida wurde Collins zu einer Gastvorlesung über Biologie und Gleichberechtigung an einer lokalen, überwiegend weißen Universität eingeladen: Die Vorlesung musste aufgrund einer Bombendrohung abgesagt werden. Als sie in Washington arbeitete, war sie Präsidentin der dortigen entomologischen Gesellschaft. 1983 ging sie in den Ruhestand, nahm aber noch im selben Jahr eine Stelle als Dozentin und Kuratorin der Termitensammlung am National Museum of Natural History in Washington an.
Margaret S. Collins war Autorin oder Co-Autorin von mehr als 40 Forschungspublikationen. Sie identifizierte und beschrieb eine neue Art von Termiten, Neotermes luykxi. Sie erforscht die Austrocknungs- und Hitzetoleranz von Termiten, der Taxonomie auf der Grundlage von chemischen Hinweisen aus dem Exoskelett, der verallgemeinerten Termitentaxonomie und der Struktur- und Nährstoffökologie tropischer Termiten. Sie bereiste viele Gegenden, um Termiten zu erforschen, darunter die Sonora-Wüste in Arizona, Guayana, Belize und die Karibik. Ihre letzte Reise führte sie auf die Cayman Islands, wo sie 1996 während einer Forschungsreise im Alter von 73 Jahren an Herzversagen starb.

### Bürgerrechte
Von 1952 bis 1957 publizierte Margaret S. Collins keine wissenschaftlichen Texte, da sie sich aktiv in der Bürgerrechtsbewegung engagierte. Während des Busboykotts in Tallahassee fuhr sie als Freiwillige schwarze Kollegen und Studenten zur Arbeit und geriet in den Fokus des FBI.

## Familie
Margaret S. Collins war zweimal verheiratet. Aus ihrer zweiten Ehe stammten zwei Söhne.